# Mostafa Amr Hassan
Mostafa Amr Ahmed Ahmed Hassan (in arabo مصطفى عمرو حسن‎?; Il Cairo, 16 dicembre 1995) è un pesista egiziano vincitore della medaglia d'argento ai Giochi panafricani nel getto del peso.

## Record nazionali
Seniores
- Getto del peso: 21,65 m ( Il Cairo, 16 marzo 2023)

Juniores
- Getto del peso (6 kg): 21,79 m ( Il Cairo, 23 aprile 2014)

## Progressione

### Getto del peso
| Stagione | Misura     | Luogo           | Data      | Rank. Mond. |
| -------- | ---------- | --------------- | --------- | ----------- |
| 2024     | 20,70 m    | Accra           | 19-3-2024 |             |
| 2023     | 21,65 m    | Il Cairo        | 16-3-2023 |             |
| 2021     | 21,23 m    | Tokyo           | 3-8-2021  |             |
| 2020     | 21,11 m    | Maadi           | 27-2-2020 |             |
| 2019     | 21,08 m    | Maadi           | 14-3-2019 |             |
| 2018     | 20,86 m(i) | College Station | 9-3-2018  |             |
| 2017     | 21,31 m    | Torrance        | 15-4-2017 |             |
| 2016     | 20,19 m    | Eugene          | 8-6-2016  |             |
| 2015     | 20,57 m    | Il Cairo        | 28-2-2015 |             |

## Palmarès
| Anno | Manifestazione           | Sede      | Evento         | Risultato | Prestazione | Note        |
| ---- | ------------------------ | --------- | -------------- | --------- | ----------- | ----------- |
| 2014 | Mondiali U20             | Eugene    | Getto del peso | 8º        | 19,20 m     |             |
| 2015 | Mondiali                 | Pechino   | Getto del peso | 18º (q)   | 19,65 m     |             |
| 2017 | Mondiali                 | Londra    | Getto del peso | 30º (q)   | 19,23 m     |             |
| 2018 | Giochi del Mediterraneo  | Tarragona | Getto del peso | 11º       | 18,35 m     |             |
| 2019 | Giochi panafricani       | Rabat     | Getto del peso | Bronzo    | 20,74 m     |             |
| 2019 | Mondiali                 | Doha      | Getto del peso | 14º (q)   | 20,55 m     |             |
| 2019 | Giochi mondiali militari | Wuhan     | Getto del peso | 7º        | 20,11 m     |             |
| 2021 | Giochi olimpici          | Tokyo     | Getto del peso | 8º        | 20,73 m     | [ 1 ]       |
| 2023 | Mondiali                 | Budapest  | Getto del peso | 10º       | 20,17 m     | [ 2 ] [ 3 ] |
| 2024 | Mondiali indoor          | Glasgow   | Getto del peso | 14º       | 19,88 m     | [ 4 ]       |
| 2024 | Giochi panafricani       | Accra     | Getto del peso | Argento   | 20,70 m     | [ 5 ]       |
| 2024 | Campionati africani      | Douala    | Getto del peso | Argento   | 20,25 m     |             |
| 2024 | Giochi olimpici          | Parigi    | Getto del peso | 20º (q)   | 19,70 m     |             |

## Campionati nazionali
- 2 volte campione nazionale egiziano del getto del peso (2019, 2021)

2019
- Oro ai campionati egiziani (Maadi), getto del peso - 20,53 m

2021
- Oro ai campionati egiziani (Maadi), getto del peso - 21,15 m

2023
- Argento ai campionati egiziani (Maadi), getto del peso - 20,47 m

## Altre competizioni internazionali
2015
- Oro ai Campionati arabi ( Manama), getto del peso - 19,22 m

2019
- Oro ai Campionati arabi ( Il Cairo), getto del peso - 21,08 m

2023
- Oro ai Campionati arabi ( Marrakech), getto del peso - 20,63 m
- Oro ai Giochi arabi ( Algeri), getto del peso - 20,52 m